# Hemichaetoplia lanata
Hemichaetoplia lanata är en skalbaggsart som beskrevs av Escalera 1914. Hemichaetoplia lanata ingår i släktet Hemichaetoplia och familjen Rutelidae. Inga underarter finns listade i Catalogue of Life.